# Криворученко Степан Гаврилович
Степа́н Гаври́лович Кривору́ченко (нар. 18 жовтня 1969, Сарни — пом. 5 лютого 2015, Широкине) — український військовик, капітан окремого загону спеціального призначення «Азов» Національної гвардії України Східного ОТО НГУ. Кавалер ордена «За мужність» III ступеня (посмертно),  учасник російсько-української війни.

## Життєпис
До початку російської інтервенції проживав у Криму. З перших днів окупації Криму активно протистояв загарбникам. З родиною перебрався до Борисполя. В серпні 2014-го вступив до лав Нацгвардії, 19 грудня відправився до зони бойових дій. Воював у батальйоні «Азов».

## Обставини загибелі
5 лютого 2015-го загинув, потрапивши в засідку під час виконання бойового завдання поблизу села Широкине Волноваського району Донецької області.
Похований на Рогозівському цвинтарі Борисполя 9 лютого 2015-го.

## Нагороди
За особисту мужність і героїзм, виявлені у захисті державного суверенітету та територіальної цілісності України, вірність військовій присязі під час російсько-української війни.
- нагороджений орденом «За мужність» III ступеня (25.3.2015, посмертно).

## Вшанування пам'яті
Постановою від 12 травня 2016 року № 1351-VIII «Про перейменування окремих населених пунктів та районів на тимчасово окупованих територіях Донецької та Луганської областей» Верховна Рада України перейменувала село Ленінське Саханської сільської ради Новоазовського району на село Ужівка на честь Степана Криворученка.